# ハギマシコ
ハギマシコ（萩猿子、学名: Leucosticte arctoa）は、アトリ科ハギマシコ属に分類される鳥類の1種である。

## 分布
旧北区の東部に分布する（ロシア東部、モンゴル、中国北東部、北朝鮮、韓国、 日本）。夏季にロシア（シベリア中・東部）のアルタイ山脈、サヤン山脈からモンゴル北部、ザバイカル、コリャーク地方、カムチャツカ半島、千島列島北部の山地で繁殖し、冬季になると低地や暖地に移動、中国や朝鮮半島へ南下し越冬する。
日本では亜種ハギマシコ (Leucosticte arctoa brunneonucha) が主に冬季、越冬のため冬鳥として飛来するが、本州中部以北で見られ、西日本には少ない。夏季に北海道や東北地方の高山帯に残る個体もおり、北海道の日高山脈や利尻島のほか、大雪山では巣材を運ぶ個体や巣立ち直後の幼鳥に給餌する観察例があり、繁殖している可能性があるが、巣や卵は確認されていない。北海道で冬鳥または留鳥とされるほか、南千島、本州、見島（山口県）で冬鳥、舳倉島（石川県）では旅鳥、佐渡島（新潟県）、九州、対馬（長崎県）、伊豆諸島の八丈島（東京都）ではまれな旅鳥として記録されている。

## 形態
全長約16cm。スズメ（約14.5cm）より少し大きい。体重約30g。
夏羽は全身が褐色みの強い羽毛で覆われ、嘴の色彩が黒い。冬羽では嘴の色彩はオレンジがかった黄色で先端が黒い。オスの冬羽は前頭部から腹面にかけて黒く、胸部や腹面には白色や赤紫色の細かい斑紋が入る。和名はこの斑紋がハギの花のように見えることに由来する。後頭から側頸にかけては明褐色。胴体背面や肩羽は褐色で、羽毛の軸周辺の斑紋（軸斑）は黒褐色。メスの冬羽は褐色みが強く、腹面に灰色がかった赤紫色の斑紋が狭く入る。

## 分類
現在では通常、北アメリカに分布する以下の3種を別種に分類しているが、これまで分類学的に安定せず、それらを単一種（ハギマシコ、英: Rosy Finch）としたほか、3ないし4種にも分類された、
- Leucosticte tephrocotis (Swainson, 1832) - ハイガシラハギマシコ（英: Grey-crowned Rosy Finch）[9]
- Leucosticte atrata (Ridgway, 1874) - クロハギマシコ（英:  Black Rosy Finch）[10]
- Leucosticte australis  (Ridgway, 1874) - チャボウシハギマシコ（英:  Brown-capped Rosy Finch）[11]

## 亜種
- Leucosticte arctoa arctoa (Pallas, 1811) - 基亜種。ロシアのアルタイ地方に分布する[12]。
- Leucosticte arctoa cognate (Madarász, 1909) - モンゴルに近いロシアのサヤン山脈および近隣の山脈に分布する[12]。
- Leucosticte arctoa sushkini (Stegmann, 1932) - モンゴル北部のハンガイ地方 (Khangai region) に分布する[12]。
- Leucosticte arctoa gigliolii (Salvadori, 1869) - ヤブロノヴイ山脈の東、バイカル湖北部の山脈に分布する[12]。
  - Leucosticte arctoa gigliolii (gigliolii)
  - Leucosticte arctoa gigliolii (curilica)
- Leucosticte arctoa brunneonucha (Brandt, 1842) - 亜種ハギマシコ。シベリア東部の山脈（レナ川からカムチャツカ半島、千島列島）に分布する[12]。

## 生態
標高の高い岩礫地や崖地に生息し、冬季になると海岸、崖地や岩場、疎林、草原、荒地などに移動する。非繁殖期には、数十羽から数百羽の群れで行動する。
食性は植物食で、主に種子を食べる。主に地表で採食を行う。
岩の隙間に木の枝、苔、枯れ草などを組み合わせた皿状の巣を作り、1腹4-5個の卵を産む。抱卵期間は12-14日でメスのみが抱卵する。雛は18-20日で巣立ちするが、その後も約14日程度親から給餌される。
鳴き声は、地鳴きでは「ジュッジュッ」「ジェッジェッ」と濁って聞こえる。高めの声で「ピィスピィス」と鳴いたり、「チッチッ」という鳴き声を発したりもする。飛翔時に聞くことが多い。